# Torpeden
Torpeden (engelsk titel: Best Seller) är en film från 1987, regisserad av John Flynn och huvudrollerna spelas av James Woods och Brian Dennehy.

## Handling
Filmen handlar om en yrkesmördare vid namn Cleve (Woods), som vill få sitt liv och karriär gjort till bok, och han vill att polisen Dennis Meechum (Dennehy), som också är författare, men har skrivkramp, ska skriva den åt honom. Meechum är till en början kritisk till detta förslag och säger att han tänker göra allt för att få Cleve bakom lås och bom. Men en dramatisk vändning gör att Meechum inte har något annat val än hjälpa Cleve att skriva boken.

## Skådespelare
- James Woods som Cleve
- Brian Dennehy som Dennis Meechum
- Victoria Tennant som Roberta
- Paul Shenar som David Madlock.